# Perišić
Perišić je srpsko, hrvatsko te crnogorsko prezime koje potiče iz Crne Gore i Hercegovine. Nastalo je od imena Periša.